# Вильде-Генгалан
Вильде́-Генгала́н (фр. Vildé-Guingalan, брет. Gwilde-Gwengalon, галло Vildéu-Gengalan) — коммуна во Франции, находится в регионе Бретань. Департамент — Кот-д’Армор. Входит в состав кантона Динан. Округ коммуны — Динан.
Код INSEE коммуны — 22388.

## География
Коммуна расположена приблизительно в 340 км к западу от Парижа, в 55 км северо-западнее Ренна, в 50 км к востоку от Сен-Бриё.

## Население
Население коммуны на 2016 год составляло 1 246 человек.
| 1962 | 1968 | 1975 | 1982 | 1990 | 1999 | 2008 | 2016 |
| ---- | ---- | ---- | ---- | ---- | ---- | ---- | ---- |
| 568  | 594  | 644  | 793  | 820  | 878  | 1168 | 1246 |

## Администрация
| Период | Период | Фамилия      | Партия       | Примечания |
| ------ | ------ | ------------ | ------------ | ---------- |
| 1983   | 1989   | Эмиль Кроше  |              |            |
| 1989   | 2001   | Жермен Оффре |              |            |
| 2001   | 2008   | Полет Лермит |              |            |
| 2008   |        | Жан-Ив Жюэль | Разные левые | пенсионер  |

## Экономика
В 2007 году среди 731 лица в трудоспособном возрасте (15—64 лет) 576 были экономически активными, 155 — неактивными (показатель активности — 78,8 %, в 1999 году было 70,0 %). Из 576 активных работали 533 человека (291 мужчина и 242 женщины), безработных было 43 (12 мужчин и 31 женщина). Среди 155 неактивных 49 человек были учениками или студентами, 56 — пенсионерами, 50 были неактивными по другим причинам.

## Фотогалерея

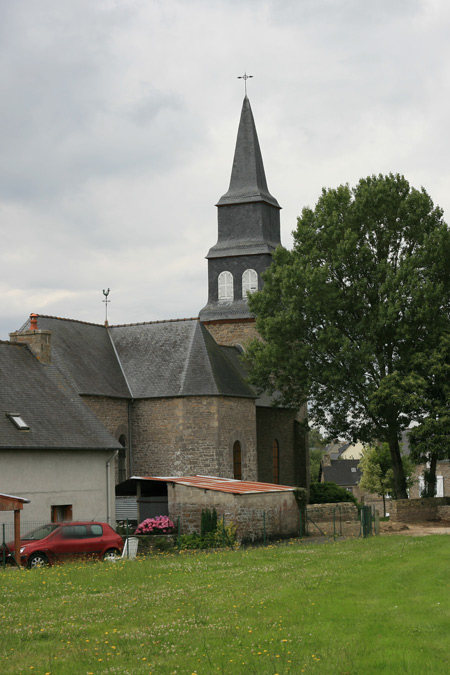
Церковь Св. Иоанна Крестителя
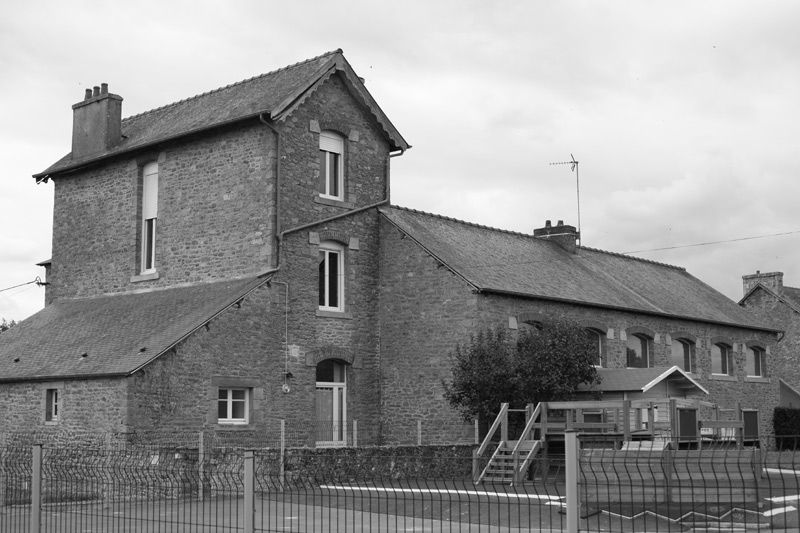
Школа
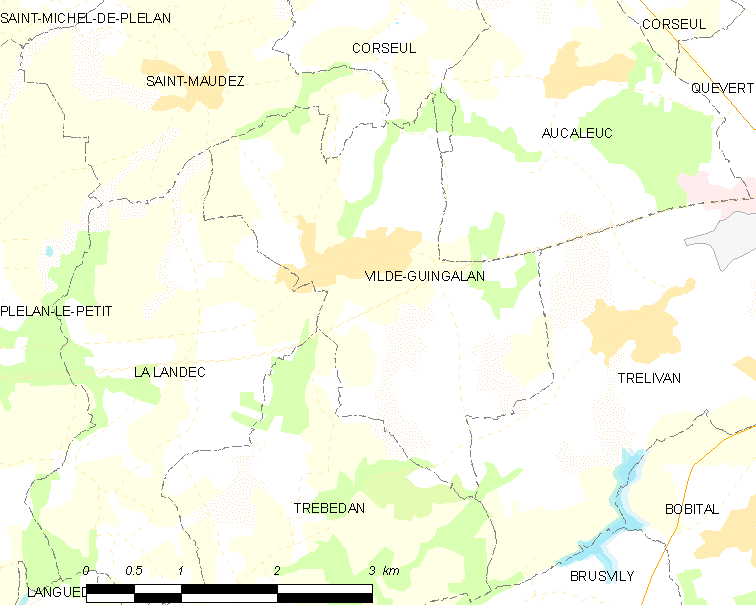
Карта коммуны